# Canton de Maubeuge-Nord
Le canton de Maubeuge-Nord est une ancienne division administrative française, située dans le département du Nord et la région Nord-Pas-de-Calais.
À la suite du redécoupage cantonal de 2014, le canton est supprimé.

## Composition
Le canton de Maubeuge-Nord se composait d’une fraction de la commune de Maubeuge et de dix autres communes. Il compte 40 368 habitants (population municipale) au 1er janvier 2012.
| Nom                 | Code Insee | Codepostal | Superficie (km2) | Population (dernière pop. légale) | Densité (hab./km2) |
| ------------------- | ---------- | ---------- | ---------------- | --------------------------------- | ------------------ |
| Assevent            | 59021      | 59600      | 1,87             | 1 839 (2012)                      | 983                |
| Bersillies          | 59072      | 59600      | 2,83             | 253 (2012)                        | 89                 |
| Bettignies          | 59076      | 59600      | 4,62             | 274 (2012)                        | 59                 |
| Élesmes             | 59190      | 59600      | 6,23             | 944 (2012)                        | 152                |
| Gognies-Chaussée    | 59264      | 59600      | 7,94             | 784 (2012)                        | 99                 |
| Jeumont             | 59324      | 59460      | 10,21            | 9 788 (2012)                      | 959                |
| Mairieux            | 59370      | 59600      | 6,49             | 792 (2012)                        | 122                |
| Marpent             | 59385      | 59164      | 4,83             | 2 705 (2012)                      | 560                |
| Vieux-Reng          | 59618      | 59600      | 11,64            | 870 (2012)                        | 75                 |
| Villers-Sire-Nicole | 59627      | 59600      | 8,45             | 1 000 (2012)                      | 118                |

## Histoire
Le Canton de Maubeuge-Nord et le Canton de Maubeuge-Sud ont été créés par la loi du 7 juillet 1910, en dédoublant l'ancien canton de Maubeuge.

## Administration

### conseillers généraux du canton de Maubeuge-Nord (1910 à 2015)
| Période               | Identité                     | Parti                 | Qualité |
| --------------------- | ---------------------------- | --------------------- | --- |
| 1910-1919             | Louis Pigé                   | Rad.                  | Ingénieur des Arts et Manufactures Industriel, ancien maire d'Hautmont (1885-1892) |
| 1919-1928             | Antoine Bataille (1858-1933) | SFIO                  | Instituteur en collège, maire de Maubeuge (1919-1925) |
| 1928-1934             | Paul Clerbois                | Rad.                  | Maire de Hautmont (1929-1944) |
| 1934-1940             | Pierre Forest                | SFIO                  | Médecin Adjoint au Maire de Maubeuge (1929-1939) |
|                       |                              |                       | |
| 1943-1945             | Paul Clerbois                | Rad.                  | Maire de Hautmont (1929-1944) Nommé conseiller départemental en 1943 |
|                       |                              |                       | |
| 1945-1982             | Pierre Forest                | SFIO puis PS puis DVD | Médecin Maire de Maubeuge (1946-1984) - Député (1958-1968) |
| 1982-1994             | Alain Carpentier             | PS                    | Enseignant Maire de Maubeuge (1989-1995) |
| 1994-2001             | Jean-Yves Herbeuval          | RPR                   | Principal de Collège à Maubeuge Premier adjoint au Maire de Maubeuge Conseiller régional (1986-2002)                                                                                    |
| 2001-2012 (démission) | Rémi Pauvros                 | PS                    | Ancien Président de la Fédération Léo-Lagrange Maire de Maubeuge Président de la Communauté d'Agglomération Maubeuge-Val-de-Sambre Vice-Président du Conseil Général Député (2012-2017) |
| 2012-2015             | Nathalie Montfort            | PS                    | Collaboratrice d'élu Première adjointe au Maire de Maubeuge |

### Conseillers d'arrondissement de Maubeuge (1833 à 1910) puis de Maubeuge-Nord (de 1910 à 1940)
| Période                                  | Période      | Identité                             | Étiquette            | Qualité |
| ---------------------------------------- | ------------ | ------------------------------------ | -------------------- | --- |
| 1833                                     | 1842         | Xavier Walrand                       |                      | Ancien notaire, propriétaire à Maubeuge                                                                     |
| 1842                                     | 1848         | Nicolas Ruppert Bottieau (1787-1863) |                      | Notaire royal, maire de Maubeuge                                                                            |
|                                          |              |                                      |                      | |
| 1871                                     | 1875 (décès) | Pierre-Joseph Ouverlaux (1822-1875)  |                      | Adjoint au maire de Maubeuge                                                                                |
|                                          |              |                                      |                      | |
| 1901                                     | 1904         | Albert Allexandre (1853-?)           | Socialiste puis Rad. | Notaire à Maubeuge                                                                                          |
| 25 septembre 1904                        | 1910         | Louis Pigé (1854-1921)               | Rad.                 | Ingénieur des Arts et Manufactures, industriel, ancien maire d'Hautmont (1885-1892)                         |
| 1910                                     | 1913         | Gaston Bousez                        | Rad.                 | Maire de Villers-Sire-Nicole                                                                                |
| 1913                                     | 1925         | Fidèle Haussy                        | Rad.                 | Directeur des ateliers de constructions, forges et fonderies, maire d'Hautmont (1912-1919)                  |
| 1925                                     | 1928         | Paul Clerbois                        | Rad.                 | Maire de Hautmont (1929-1944)                                                                               |
| 9 décembre 1928                          | 1931         | Louis Leduc                          | FR                   | Propriétaire à Maubeuge                                                                                     |
| 1931                                     | 1934         | Pierre Forest                        | SFIO                 | Médecin , adjoint au maire de Maubeuge                                                                      |
| 1934                                     | 1940         | Georges Mèche (1880-1952)            | SFIO                 | Comptable à Hautmont                                                                                        |
| 1940                                     |              |                                      |                      | Les conseils d'arrondissement ont été suspendus par la loi du 12 octobre 1940 et n'ont jamais été réactivés |
| Les données manquantes sont à compléter. |              |                                      |                      | |

## Démographie
| 1962 | 1968 | 1975 | 1982 | 1990   | 1999   | 2006   | 2011   | 2012   |
| ---- | ---- | ---- | ---- | ------ | ------ | ------ | ------ | ------ |
| -    | -    | -    | -    | 44 489 | 43 053 | 41 394 | 40 199 | 40 368 |

### Pyramide des âges
Comparaison des pyramides des âges du Canton de Maubeuge-Nord et du département du Nord en 2006
| Hommes | Classe d’âge   | Femmes |
| ------ | -------------- | ------ |
| 0,2    | 90 ans et plus | 0,7    |
| 4,4    | 75 à 89 ans    | 8      |
| 11,3   | 60 à 74 ans    | 13,1   |
| 23,6   | 45 à 59 ans    | 22,3   |
| 18,8   | 30 à 44 ans    | 18,2   |
| 20,4   | 15 à 29 ans    | 19,7   |
| 21,4   | 0 à 14 ans     | 18     |

| Hommes | Classe d’âge   | Femmes |
| ------ | -------------- | ------ |
| 0,2    | 90 ans et plus | 0,8    |
| 4,3    | 75 à 89 ans    | 7,9    |
| 10,3   | 60 à 74 ans    | 11,9   |
| 19,7   | 45 à 59 ans    | 19,4   |
| 21,1   | 30 à 44 ans    | 20,1   |
| 22,6   | 15 à 29 ans    | 21     |
| 21,6   | 0 à 14 ans     | 19     |